# Capo Three Points

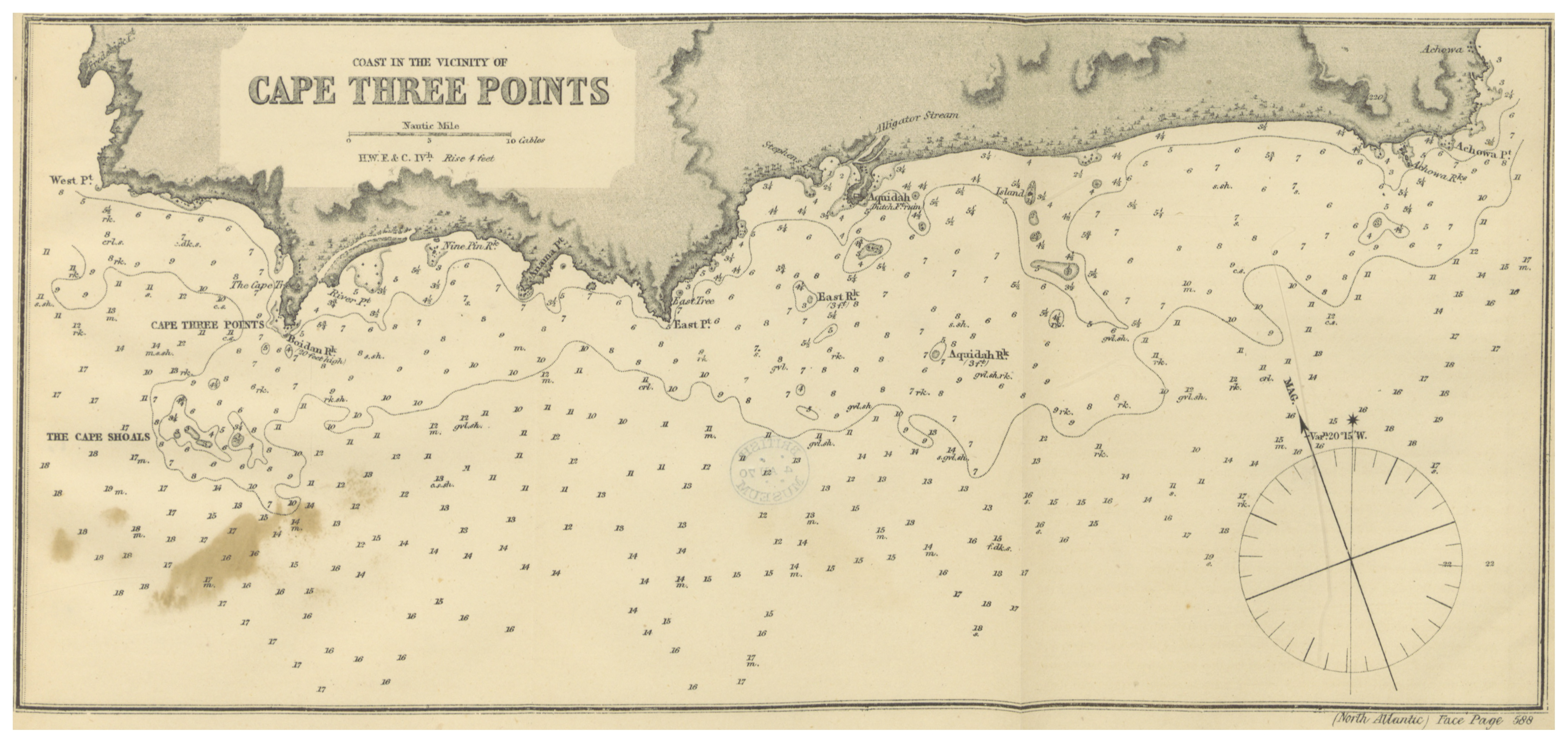
Capo Three Points (1869)

Capo Three Points (in inglese Three Points Cape, “Capo dei Tre Punti”), in Ghana, è l'estremo del promontorio che costituisce il limite occidentale del Golfo del Benin e dunque anche del Golfo di Guinea (il primo si trova all'interno del secondo). Si trova in una zona di pianura con coste sabbiose.
Il promontorio costituisce i confini occidentali costieri del Golfo del Benin e quelli della regione storica della Costa d'Oro.
Nei pressi del capo sorgono i centri abitati di Nsama, Tuesi, Princes Town (dove si trovava un tempo la fortezza di Fort Groß Friedrichsburg) e Kwamfukrom. La più vicina città, Sekondi-Takoradi, si trova a 50 km di distanza.